# Austrey
Austrey est un village et une paroisse civile du Warwickshire, en Angleterre.

## Toponymie
Austrey est un toponyme d'origine vieil-anglaise. Il fait référence à un arbre (trēow) appartenant à un homme nommé Ealdwulf. Il est attesté pour la première fois en 958 sous la forme Alduluestreow. Dans le Domesday Book, compilé en 1086, ce nom a pour forme Aldulvestreu.

## Géographie
Austrey est un village du Warwickshire, un comté des Midlands de l'Ouest. Il se situe dans le nord de ce comté, à la frontière du Leicestershire. Les villes les plus proches sont Atherstone, à 10 km au sud, et Tamworth, à 10 km à l'ouest. L'autoroute M42 (en) traverse le territoire de la paroisse civile d'Austrey en passant juste au nord-ouest du village.
Au Moyen Âge, Austrey relève du hundred de Hemlingford (en). Après l'abandon du système des hundreds, il est rattaché au district rural de Tamworth (en) de 1894 à 1964, puis au district rural d'Atherstone (en) de 1964 à 1974 et enfin au district non métropolitain du North Warwickshire depuis 1974.
Pour les élections à la Chambre des communes, Austrey appartient à la circonscription de North Warwickshire.

## Histoire
La première mention d'Austrey dans les sources écrites est une charte du roi anglais Eadred datée de 958. Elle enregistre un don royal d'un terrain de 5 hides à un dénommé Wulfric, mais son authenticité est remise en question par les historiens modernes. Quelques décennies plus tard, le thegn Wulfric Spot lègue le domaine d'Austrey à la femme d'un certain Morcar dans son testament, dressé entre 1002 et 1004. Dans les années qui précèdent la conquête normande de l'Angleterre, le comte Léofric de Mercie accorde (ou confirme) la possession d'Austrey à l'abbaye de Burton, un monastère du Staffordshire refondé par Wulfric Spot.
Dans le Domesday Book, compilé en 1086, Austrey est mentionné comme appartenant pour partie à l'abbaye de Burton et pour partie au baron anglo-normand Néel d'Aubigny (en), un vassal d'Henri de Ferrières. La population du village s'élève alors à 41 habitants. L'abbaye de Burton finit par recueillir la part de la famille d'Aubigny et conserve Austrey jusqu'à sa fermeture en 1538 dans le cadre de la dissolution des monastères. Le manoir d'Austrey revient ensuite à la famille Brereton, mais sa transmission n'est plus documentée après 1587.

## Démographie
Au recensement de 2011, la paroisse civile d'Austrey comptait 928 habitants.
| Année | Population |
| ----- | ---------- |
| 1801  | 491        |
| 1811  | 497        |
| 1821  | 542        |
| 1831  | 540        |
| 1841  | 479        |
| 1851  | 555        |
| 1881  | 364        |
| 1891  | 306        |
| 1901  | 329        |
| 1911  | 335        |
| 1921  | 363        |
| 1931  | 375        |
| 1951  | 352        |
| 1961  | 299        |
| 2011  | 928        |

## Culture locale et patrimoine

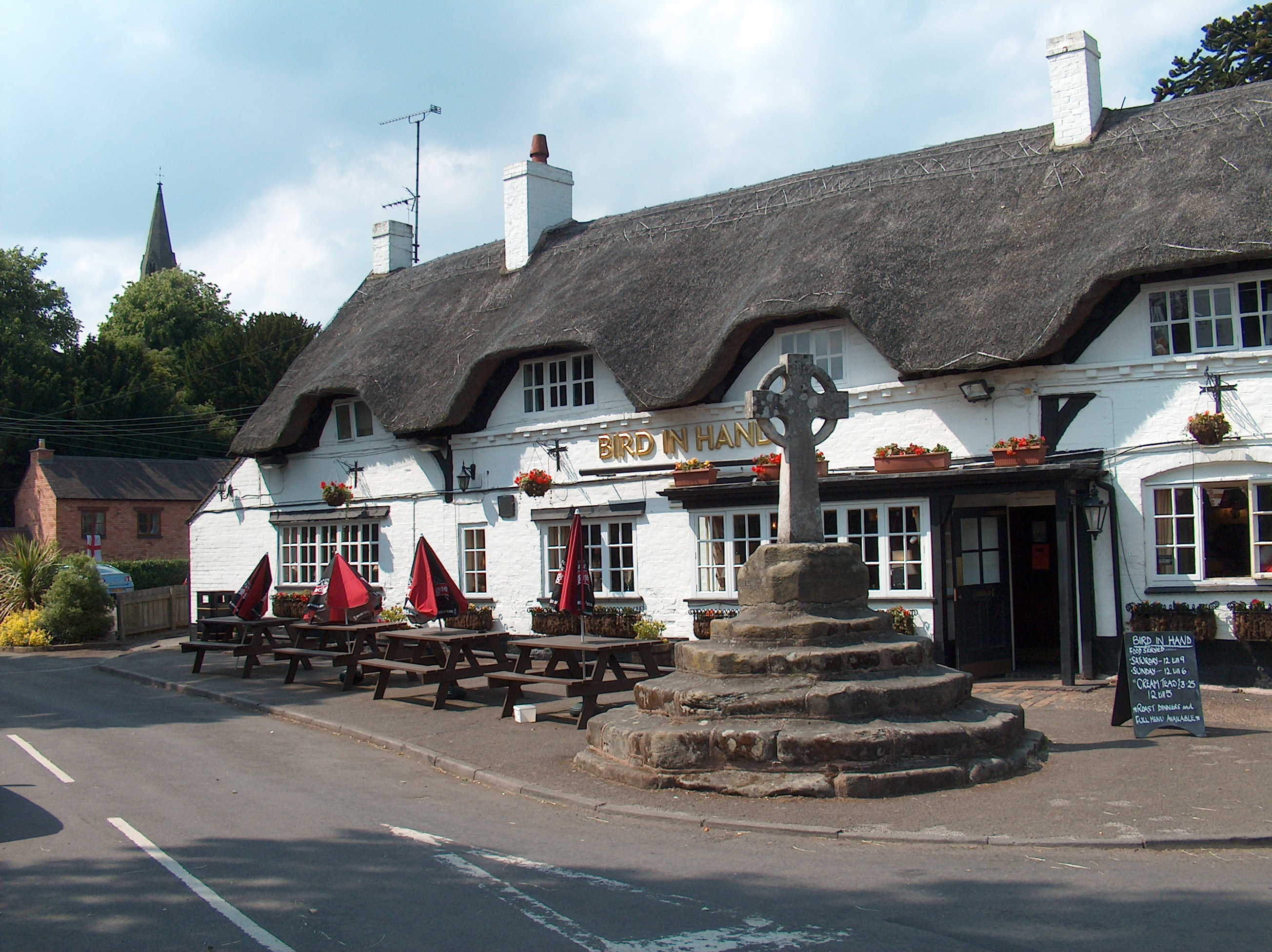
La croix du village devant le pub Bird in Hand.

L'église paroissiale d'Austrey est dédiée à saint Nicolas. La majeure partie du bâtiment remonte au XIVe siècle à l'exception de sa tour, qui date du XIIIe siècle. Elle a été restaurée en profondeur par l'architecte Ewan Christian (en) entre 1844 et 1845. C'est un monument classé de grade II* depuis 1953. Le village compte également une chapelle baptiste construite en 1808.
La croix du village est érigée en 1897 pour célébrer le jubilé de diamant (en) de la reine Victoria.